# 352 Dywizja Piechoty (III Rzesza)
352 Dywizja Piechoty (niem. 352. Infanterie-Division) – niemiecka dywizja z czasów II wojny światowej, sformowana w rejonie Saint-Lô na mocy rozkazu z 5 listopada 1943, w 21. fali mobilizacyjnej przez XI Okręg Wojskowy. We wrześniu 1944 została przekształcona w 352 Dywizję Grenadierów Ludowych (352. Volksgrenadier-Division).

## Struktura organizacyjna
- Struktura organizacyjna w listopadzie 1943:

914., 915. i 916 pułk grenadierów, 352 pułk artylerii, 352 batalion pionierów, 352 batalion fizylierów, 352 oddział przeciwpancerny, 352 oddział łączności, 352 polowy batalion zapasowy.

## Dowódcy dywizji
- Generalleutnant Dietrich Kraiss 6 XI 1943 – 2 VII 1944;
- Generalmajor Eberhard von Schuckmann 21 IX 1944 – 6 X 1944;
- Generalmajor Eric-Otto Schmidt 6 X 1944 – 23 XII 1944;
- Generalmajor Richard Bazing 23 XII 1944 – 21 II 1945;
- Generalmajor der Reserve Rudolf von Oppen 21 II 1945 – 29 IV 1945.

## Szlak bojowy
Dywizja pierwotnie była przeznaczona do walk na froncie wschodnim, jednak ostatecznie znalazła się półwyspie Cotentin. Obsadzała rejon plaży Omaha, na której w dniach 6/7 czerwca 1944 prowadziła ciężkie walki z desantem Aliantów. Mocno zniszczona jednostka walczyła w Normandii jeszcze dwa miesiące. W czasie walk we Francji dywizja straciła ok. 9 tys. żołnierzy. Jej resztki zostały wycofane i we wrześniu 1944 odbudowano ją jako 352 Dywizję Grenadierów Ludowych. Zreformowana jednostka walczyła w rejonie Eifel, brała udział w ofensywie w Ardenach oraz zmaganiach o Trewir i nad Mozelą. Poddała się w rejonie Darmstadt.